# Robert Peenemaa
Robert Peenemaa (* 1. Augustjul. / 14. August 1903greg. in Mustmätta, heute Landgemeinde Lüganuse, Kreis Ida-Viru, Estland; † 17. Oktober 1949 ebenda) war ein estnischer Geiger.

## Leben und Musik
Robert Peenemaa erhielt seinen ersten Geigenunterricht von seinem Vater August Peenemaa. Er wurde schnell als Wunderkind bekannt. 1911 ging er nach Russland und wurde im Alter von neun Jahren am Sankt Petersburger Konservatorium unterrichtet, wo er bis 1920 Violine studierte, unter anderem bei Johannes Nalbandjan.
Mit der Unabhängigkeit Estlands kehrte er in seine Heimat zurück. In den 1920er Jahren gehörte Peenemaa zu den berühmtesten Geigern des Landes. Er spielte zahlreiche Solostücke und trat als Solist mit mehreren Sinfonieorchestern auf. Von 1927 bis 1931 unterrichtete er an der Höheren Musikschule im südestnischen Tartu, deren Direktor er war. 1929/30 und von 1935 bis 1940 leitete Peenemaa die Musikschule in Valga.
Während des Zweiten Weltkriegs und der Besetzung Estlands zog sich Peenemaa aus dem öffentlichen Leben zurück. Er lebte auf dem Bauernhof seiner Eltern in Mustmätta, dem Reinu-Jaani talu. Dort starb er 1949. Robert Peenemaa liegt auf dem Friedhof von Lüganuse begraben.

## Privatleben
Robert Peenemaa war mit der estnischen Pianistin Betsy Roolaid verheiratet.